# Bygginformation
Bygginformation (eller byggupplysning eller byggfakta) kallas information som relaterar till ett aktuellt eller planerat byggprojekt. Exempel på bygginformation kan vara fakta om en byggherre, en geografisk position län, en byggkostnad, byggnadsart (nybyggnad, ombyggnad etc), byggnadskategori (kontor, flerbostadshus etc), byggstart m.m. 
Det finns ett antal företag som samlar in denna information och efter redigering säljer denna vidare till andra företag som använder informationen för att ha koll på byggmarknaden, hitta nya affärer och marknadsföra sitt företag eller varumärke. 